# Patriarchaat Lissabon
Het patriarchaat Lissabon (Portugees: Patriarcado de Lisboa, Latijn: Patriarchatus Lisbonensis) is een katholiek metropolitaanbisdom met zetel in Lissabon. Het werd opgericht in de 4e eeuw en in 1394 verheven tot aartsbisdom. De aartsbisschoppen van Lissabon dragen sinds 1716 de titel van patriarch.
De kathedraalkerk is de Sé Patriarcal in het oude Lissabon.
Suffragaanbisdommen zijn:
- Bisdom Angra
- Bisdom Funchal
- Bisdom Guarda
- Bisdom Leiria-Fátima
- Bisdom Portalegre-Castelo Branco
- Bisdom Santarém
- Bisdom Setúbal

Sinds 10 augustus 2023 is Rui Manuel Sousa Valério patriarch van Lissabon.
Lissabon is een van de drie patriarchaten van de Rooms-Katholieke Kerk. De twee andere zijn het patriarchaat Venetië en het Latijns patriarchaat van Jeruzalem. Daarnaast kent de kerk nog twee titulaire patriarchaten, het patriarchaat Oost-Indië en het patriarchaat West-Indië (vacant sinds 1963).

## Trivia
De patriarchen van Lissabon droegen en gebruikten in hun wapenschild tot voor kort een tiara.